# 施林普夫科格爾山
47°22′50″N 14°37′17″E / 47.380670°N 14.621432°E
施林普夫科格爾山（德語：Schrimpfkogel），是奧地利的山峰，位於該國東南部，由施泰爾馬克州負責管轄，屬於塞考爾陶恩山脈的一部分，海拔高度2,207米，每年平均降雨量1,632毫米。